# 契丹文字

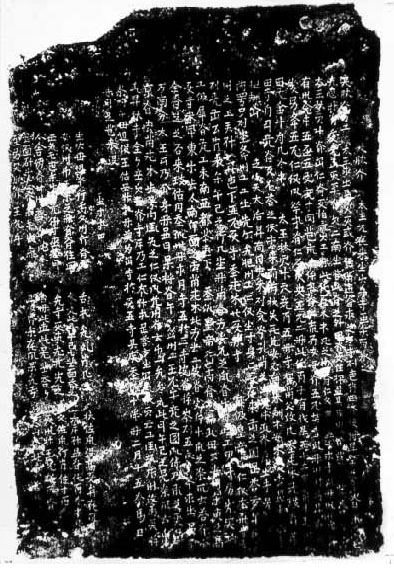
契丹大字（北大王墓誌）

契丹文字（きったんもじ）は、10世紀から12世紀にかけて、現在の中国北部とモンゴル高原にあたる地域を支配していた半農半牧民族の契丹（キタイ）人によって使用された文字。遼の太祖耶律阿保機が制定したとされる表意文字の契丹大字と、太祖の弟であった耶律迭剌が制定したとされる表音文字の契丹小字の2種類の文字が存在する。
漢文との2言語対照資料があるにもかかわらず、現在のところほとんど解読されていない。

## 契丹大字と契丹小字

### 契丹大字
920年（神冊5年）1月から耶律阿保機が創案を開始し、同年9月に完成、公布したとされる。契丹大字は漢字を参考、借用して作った表意文字であり、これまでに異体字を含めて1600から1700字程度が知られているが、そのうち、読み方が推定されているのは188字しかない。
契丹大字は、数詞や日付表記などに明らかに漢字を参考にしたと思われる文字があり、それらはおそらく漢字を元に改変されたものと思われるが、漢字との関連が見えない文字も多く、それらの文字の起源に関しては不明である。
2010年にロシア科学アカデミーが所蔵する、出所不明かつ未解読の未知の文字で書かれていることで知られたNova N 176写本が契丹大字の筆記体で書かれていることが判明した。
契丹大字墓誌
1. 痕得隠太傅墓誌（960年〈遼穆宗應暦10年〉5月28日）
2. 耶律延寧墓誌（986年〈遼聖宗統和4年〉11月18日）
3. 霞里隱大王墓誌（1041年〈遼興宗重熙10年〉10月8日）
4. 可汗横帳孟父房涅鄰劉家奴詳穩墓誌碑銘（1051年〈遼興宗重熙20年〉10月22日）
5. 奪里不里郎君位誌銘（1081年〈遼道宗大康7年〉3月15日）
6. 故撻不衍觀音太師墓誌（1084年〈遼道宗大康10年〉6月5日）
7. フリジ契丹國六部遙里撒里必石烈阿縵太師墓誌（1089年〈遼道宗大安5年〉12月25日）
8. 蔑古乃乙辛隱袍里宰相勅葬墓誌（1090年〈遼道宗大安6年〉3月19日）
9. 大中央フリジ契丹國故西北路招討訛都宛太傅妻永寧郡公主位誌銘（1092年〈遼道宗大安8年〉3月2日）
10. 大中央フリジ國興隱太師妻夫人墓誌碑銘（1100年〈遼道宗寿昌6年〉4月1日）
11. 大フリジ國耶律撒班枢密齊王位誌銘（1108年〈遼天祚帝乾統8年〉5月某日）
12. 大中央契丹國惕隱司仲父房習涅副使墓誌（1114年〈遼天祚帝天慶4年〉3月25日）
13. 大金國先父郎君墓誌銘（1176年〈金世宗大定16年〉8月11日）

### 契丹小字
耶律阿保機の弟である耶律迭剌が、多音節言語である契丹語の表記には不便だった契丹大字に代わり、ウイグルの使者から学んだウイグル文字の表記を参考にして創作したとされる。公布された年代ははっきりしていないが、924年（天賛3年）頃ではないかと考えられている。1125年に遼が滅亡すると次第に廃れていくが、金が1191年（明昌2年）に契丹文字の使用を禁止しており、この頃まではまだ一部で使用されていたと思われる。
契丹小字は6割の読み方が推定されているものの、全体的にみて、契丹語の解読は到底十分とは言えないという。 
契丹小字の文字要素の組み合わせ方は次のような方法を取っている。
- 2個の場合：左から右へ組み合わせるものと、上から下へ組み合わせるものがある。
- 3個の場合：左上から右上へ、次いで下へ
- 4個の場合：左上から右上へ、次いで左下から右下へ
- 5個の場合：左上から右上へ、次いで左中央から右中央へ、次いで下へ（4個の下に1個を加えた形）
- 6個の場合：左上から右上へ、次いで左中央から右中央へ、次いで左下から右下へ
- 7個の場合：6個の下に1個を加えた形

その組み合わせ方は現在のハングルのそれ（とくに2個の場合の初声-中声、3個の場合の初声-中声-終声）に似ており、ハングルの原理は契丹小字から取られたとする説が西田龍雄によって唱えられている。
2016年9月にUnicodeへ登録申請され、2020年に公開されたUnicode 13.0に収録された。
契丹小字墓誌
1. 烏隈烏古里部宸安軍節度使兀古隣太師墓誌（1051年〈遼興宗重熙20年〉）
2. 大中央契丹フリジ国故廣陵郡王墓誌銘（1053年〈遼興宗重熙22年〉）
3. 興宗皇帝哀冊（1055年〈遼道宗清寧元年〉）
4. 高隱太師墓誌（1057年〈遼道宗清寧3年〉）
5. 國舅楊隱宰相惕隱司蒲奴隱尚書墓誌銘（1068年〈遼道宗咸雍4年〉）
6. 耶律玦墓誌（1071年〈遼道宗咸雍7年〉）[9]
7. 于越尚父守太傅糺鄰王墓誌碑銘（1072年〈遼道宗咸雍8年〉）
8. 仁懿皇后哀銘（1076年〈遼道宗大康2年〉）
9. 特免郭哥駙馬次妻曷魯里夫人墓誌碑銘（1078年〈遼道宗大康4年〉）
10. 回里堅審密墓誌（1080年〈遼道宗大康6年〉）
11. 大中央フリジ契丹国六院部蒲古只夷離菫帳鉢里本墓誌（1082年〈遼道宗大康8年〉）
12. 永寧郎君墓誌銘（1088年〈大安4年〉）
13. 大中央契丹国特里堅審密位誌銘（1091年〈大安7年〉）
14. 可汗横帳仲父房連寧詳穏墓誌（1091年〈大安7年〉）
15. 大中央フリジ契丹国臨海軍節度使崇祿大夫檢校太尉同中書門下平章事上柱国漆水郡開国公食邑二千食實封二百耶律撒懶相公墓誌銘（1092年〈遼道宗大安8年〉）
16. 大中央フリジ契丹国可汗横帳仲父房耶律烏盧本太尉墓誌銘（1094年〈遼道宗大安10年〉）
17. 国舅小翁帳奪里懶太山将軍妻永清郡主二人之墓誌（1095年〈遼道宗壽昌元年〉）
18. 大フリジ契丹国可汗横帳惕隱司仲父房国隱寧詳穩位誌銘（1099年〈遼道宗壽昌5年〉）
19. 六院褭古直舍利房隗也里將軍位誌（1100年〈遼道宗壽昌6年〉）
20. 撒懶室魯太師位誌碑（遼道宗壽昌6年4月）
21. 大中央フリジ契丹仁聖大孝文皇帝哀冊文（1101年〈遼天祚帝乾統元年〉）
22. 宣懿耨斡麼哀冊文（1101年〈遼天祚帝乾統元年〉）
23. 惕隱司秦王帳空寧敵烈太保墓誌（1101年〈遼天祚帝乾統元年〉）
24. 大中央フリジ契丹国六院諧領于越帳孟父房窩篤宛副署位誌（1102年〈遼天祚帝乾統2年〉）
25. 惕隱司孟父房蜀國王帳耶律夷里衍太保位誌（1103年〈遼天祚帝乾統3年〉）
26. 可汗横帳季父房四字功臣洛京留守開府儀同三司兼中書令于越尚父混同郡王追封許王乙辛隱大王墓誌銘（1105年〈遼天祚帝乾統5年〉）
27. 惕隱司孟父房白隱太傅位誌碑銘（1105年〈遼天祚帝乾統5年〉）
28. 梁國王位誌銘（1107年〈遼天祚帝乾統7年〉）
29. 涿州刺史墓誌（1108年〈遼天祚帝乾統8年〉）
30. 大耶律故義和仁壽皇太叔祖哀冊（1110年〈遼天祚帝乾統10年〉）
31. 大耶律故宋魏国妃墓誌銘（1110年〈遼天祚帝乾統10年〉）
32. 耶魯碗迪魯古副使位誌碑銘（1114年〈遼天祚帝天慶4年〉）
33. 大耶律初魯得迪魯菫將軍妻撻體娘子墓誌銘（1115年〈遼天祚帝天慶5年〉）
34. 大中央フリジ契丹国惕隱司季父房秦王帳兼中書令開國公王寧墓誌（1076年〈遼道宗大康2年〉以後）
35. 横帳仲父房某墓誌（遼天祚帝時期）
36. 控骨里太尉妻胡睹古娘子墓誌（遼道宗清寧年間）
37. 乙辛隠少傅夫人墓誌（遼代）
38. 大金皇弟都統經略郎君行記（1134年〈金太宗天会12年〉）
39. 國舅小翁帳越國王烏里衍墓誌（1150年〈金海陵王天徳2年〉）
40. 大金習撚鎮國上将軍墓誌銘（1171年〈金世宗大定11年〉）
41. 大金故顯武將軍上師居士蘭陵縣開國男騎都尉食邑三百拔里公墓誌（1175年〈金世宗大定15年〉）
42. 北京市房山区顧冊村墓誌（金代）

## 研究者
- 愛新覚羅烏拉熙春
- ヴァチェスラフ・Ｐ・ザイツェフ
- 長田夏樹
- 吉池孝一
- 松川節
- 武内康則
- 白石典之